# Papilio cresphontes
Papilio cresphontes е вид насекомо от семейство Лястовичи опашки (Papilionidae).

## Разпространение
Papilio cresphontes е най-голямата пеперуда в Северна Америка. Разпространена е на север, както в южните части на Нова Англия, така и в Южна Канада. На юг от Съединените щати, видът се среща в части от Мексико, както и в Ямайка и Куба.